# Кершовани, Отокар
Отокар Кершовани (хорв. Otokar Keršovani; 23 февраля 1902, Триест, Австро-Венгрия — 9 июля 1941, Загреб, Независимое государство Хорватия) — югославский журналист, коммунист.

## Биография
После закрытия хорватской гимназии в Пазине в шестнадцатилетнем возрасте иммигрировал в Королевство сербов, хорватов и словенцев. Закончив гимназию в Карловаце, поступил в Загребе на факультет лесного хозяйства.
Будучи студентом, с 1922 года принялся заниматься журналистикой. Участвовал в работе югославского академического клуба «Янушич» и в журнале «Млада Югославия», а в 1923 году стал одним из его редакторов. Сотрудничал в загребских «Новостима» и «Слободной трибини». В 1925 году стал редактором белградской сельскохозяйственной газеты «Новости».
В Белграде в 1927 году вступил в Союз коммунистической молодежи Югославии и вскоре был избран в сербский комитет СКМЮ. В следующем году принят в члены Коммунистической партии Югославии.
Был впервые арестован в 1928 году. После тюрьмы вернулся в Белград, где продолжил партийную работу. Вместе с Веселином Маслешей начал издавать журнал «Нова литература». В 1930 году был вновь арестован и приговорен к десяти годам тюремного заключения. Находясь в тюрьме, написал несколько повестей. Вышел из тюрьмы в 1940 году, но в ночь с 30 на 31 марта 1941 года был вновь арестован и после оккупации передан усташам. Был заключен в печально известный лагерь Керестинац.
Расстрелян 9 июля 1941 года в Загребе, вместе с Божидаром Аджией, Огненом Прицей, Виктором Розенцвейгом и ещё 6 коммунистами.